# Vado (futebolista)
Osvaldo Couto Cardoso Pinto, mais conhecido como Vado, (Malange, Angola, 5 de Março de 1969) foi um futebolista português, que actuava na posição de médio.
Começou como jogador profissional no Grupo Desportivo de Torralta, tendo mais tarde representado o Portimonense, o Marítimo e o Braga.
Foi ainda internacional por Portugal, estreando-se no Maracanã num jogo particular frente ao Brasil, nas comemorações dos 75 anos da Confederação Brasileira de Futebol.